# Grobice
Grobice – wieś sołecka w Polsce położona w województwie mazowieckim, w powiecie grójeckim, w gminie Chynów.
W połowie XIX wieku wieś i folwark wchodziły w skład majątku Żelazna, została dokupiona do majątku przez nowego właściciela Żelaznej - Maurycego Bluma - współwłaściciela warszawskiej cukrowni. W miejscowości zachował się dwór drewniany z połowy XIX wieku.
W latach 1975–1998 miejscowość administracyjnie należała do województwa radomskiego.